# دمیتری ولکوف
دمیتری الکساندروویچ ولکوف (به انگلیسی: Dmitry Aleksandrovich Volkov) (زادهٔ ۲۵ آوریل ۱۹۹۵ در نووکویبیشفسک) بازیکن حرفه‌ای والیبال اهل روسیه و عضو تیم ملی روسیه و باشگاه فاکل نوی اورنگوی است.

## دستاوردها

### تیم ملی
- ۲۰۱۳  طلا قهرمانی زیر ۱۹ سال جهان ۲۰۱۳
- ۲۰۱۵  طلا قهرمانی زیر ۲۱ سال جهان ۲۰۱۵
- ۲۰۱۵  طلا قهرمانی زیر ۲۳ سال جهان ۲۰۱۵
- ۲۰۱۵  برنز بازی‌های اروپایی ۲۰۱۵
- ۲۰۱۷  برنز جام واگنر ۲۰۱۷
- ۲۰۱۷  طلا قهرمانی مردان اروپا ۲۰۱۷
- ۲۰۱۸  طلا لیگ ملت‌های والیبال مردان ۲۰۱۸
- ۲۰۱۹  طلا لیگ ملت‌های والیبال مردان ۲۰۱۹

### لیگ روسیه
- ۲۰۱۸/۱۹  برنز قهرمانی باشگاه‌های روسیه با تیم فاکل

### جام باشگاه‌های جهان
- ۲۰۱۸  برنز قهرمانی باشگاه‌های جهان ۲۰۱۸ با تیم فاکل

### چلنج کاپ اروپا
- ۲۰۱۷/۱۸  طلا چلنج کاپ اروپا با تیم فاکل

### انفرادی
- ۲۰۱۷ بهترین دریافت‌کننده جام واگنر ۲۰۱۷
- ۲۰۱۷ بهترین دریافت‌کننده قهرمانی مردان اروپا ۲۰۱۷
- ۲۰۱۸ بهترین دریافت‌کننده لیگ ملت‌های والیبال مردان ۲۰۱۸
- ۲۰۱۸ بهترین دریافت‌کننده قدرتی قهرمانی باشگاه‌های جهان ۲۰۱۸
- ۲۰۱۹ بهترین دریافت‌کننده لیگ ملت‌های والیبال مردان ۲۰۱۹